# Fantasía pop
Fantasía Pop es el tercer álbum de estudio de la banda mexicana Belanova, producido por los integrantes de la banda y Cachorro López, el álbum contiene el estilo característico de la banda "electro-pop". Se le ha catalogado como uno de los mejores álbumes del 2007 y un álbum un tanto más emotivo que su pasada producción Dulce Beat. Hasta ahora, Fantasía Pop ha llenado a Belanova de premios y discos de oro y platino.[cita requerida] El disco fue nominado a Mejor Álbum Vocal Pop Dúo o Grupo en los Premios Grammys.[cita requerida]

## Antecedentes y lanzamiento
La edición estándar se lanzó el 10 de septiembre de 2007 en México, al día siguiente se publicó en Estados Unidos. Una edición deluxe se lanzó posteriormente, que consistía en un álbum recopilatorio. El disco compacto contiene todos los temas de la edición estándar más el sencillo Mírame, canción que fue utilizada en una campaña de televisión en Estados Unidos, así como tres remixes de Baila mi corazón y dos remixes de su recién número uno Cada que.... Igualmente el disco incluye un demo del tema Toma mi mano. El disco esta en formato CD+DVD.
El DVD encierra los tres videos de la era Fantasía pop que por primera vez estarán a la disposición de los seguidores de la banda: Baila mi corazón, Cada que... y Toma mi mano, este último es uno de los videos más buscados por el público debido a que nunca fue utilizado como sencillo y cuenta con la participación de la actriz mexicana Martha Higareda. Igualmente, contiene el making of de este video, imágenes nunca antes publicadas y una galería de fotos exclusiva de Denisse, Edgar y Richie.

## Lista de canciones
| CD - Edición Estandar |                                       |                                                                  |          |  |
| N.º                   | Título                                | Escritor(es)                                                     | Duración |  |
| 1.                    | «Baila mi corazón»                    | Denisse Guerrero; Edgar Huerta & Ricardo Arreola                 | 3:26     |  |
| 2.                    | «One, two, three, go! (1, 2, 3, go!)» | Denisse Guerrero; Edgar Huerta & Ricardo Arreola                 | 2:49     |  |
| 3.                    | «Por Esta Vez»                        | Denisse Guerrero; Edgar Huerta & Ricardo Arreola                 | 3:17     |  |
| 4.                    | «Rockstar»                            | Denisse Guerrero; Edgar Huerta; Ricardo Arreola & Cachorro López | 3:04     |  |
| 5.                    | «Paso El Tiempo»                      | Denisse Guerrero; Edgar Huerta; Ricardo Arreola & Cachorro López | 3:26     |  |
| 6.                    | «Vestida De Azul»                     | Denisse Guerrero; Edgar Huerta; Ricardo Arreola & Cachorro López | 3:35     |  |
| 7.                    | «Cada Que...»                         | Denisse Guerrero; Edgar Huerta & Ricardo Arreola                 | 3:42     |  |
| 8.                    | «Aún»                                 | Denisse Guerrero; Edgar Huerta & Ricardo Arreola                 | 3:13     |  |
| 9.                    | «Bye Bye»                             | Denisse Guerrero; Edgar Huerta; Ricardo Arreola & Cachorro López | 2:24     |  |
| 10.                   | «Toma Mi Mano»                        | Denisse Guerrero; Edgar Huerta & Ricardo Arreola                 | 2:38     |  |
| 11.                   | «Dulce Fantasía»                      | Denisse Guerrero; Edgar Huerta & Ricardo Arreola                 | 3:20     |  |

| CD - Edición Deluxe |                                                    |                                                  |          |  |
| N.º                 | Título                                             | Escritor(es)                                     | Duración |  |
| 12.                 | «Mirame»                                           | Denisse Guerrero; Edgar Huerta & Ricardo Arreola | 3:04     |  |
| 13.                 | «Baila mi corazón (Mijanjos & Elorza Bossa REMIX)» | Denisse Guerrero; Edgar Huerta & Ricardo Arreola | 3:59     |  |
| 14.                 | «Baila mi corazón (Mariana Ochoa REMIX)»           | Denisse Guerrero; Edgar Huerta & Ricardo Arreola | 4:18     |  |
| 15.                 | «Baila mi corazón (Imazue latin soul MIX)»         | Denisse Guerrero; Edgar Huerta & Ricardo Arreola | 4:05     |  |
| 16.                 | «Cada Que... (DJ Raff Remix)»                      | Denisse Guerrero; Edgar Huerta & Ricardo Arreola | 4:45     |  |
| 17.                 | «Cada Que... (Mood-Fu Remix)»                      | Denisse Guerrero; Edgar Huerta & Ricardo Arreola | 3:58     |  |
| 18.                 | «Toma Mi Mano (Versión Demo)»                      | Denisse Guerrero; Edgar Huerta & Ricardo Arreola | 2:08     |  |

| Fantasía Pop (Edición Deluxe) - DVD |                                 |          |  |
| N.º                                 | Título                          | Duración |  |
| 1.                                  | «Baila mi Corazón»              | 3:18     |  |
| 2.                                  | «Cada que...» (Closed Captions) | 3:37     |  |
| 3.                                  | «Toma mi mano»                  | 2:35     |  |
| 4.                                  | «Cada que...» (Making of)       | 3:09     |  |

## Posicionamiento en listas
| Listas (2007)                     | Mejor posición |
| --------------------------------- | -------------- |
| Estados Unidos (Heatseekers)      | 11             |
| Estados Unidos (Latin Pop Albums) | 8              |
| Estados Unidos (Top Latin Albums) | 18             |